# Pattinaggio di velocità ai XV Giochi olimpici invernali
Ai XV Giochi olimpici invernali del 1988 a Calgary (Canada), vennero assegnate medaglie in dieci specialità del pattinaggiò di velocità. Le gare si svolsero al Canada Olympia Parc.

## Risultati

### Gare maschili

#### 500 m
| Posizione | Atleta        | Nazione      | Tempo      |
| --------- | ------------- | ------------ | ---------- |
| 1         | Uwe-Jens Mey  | Germania Est | 36,45 (RM) |
| 2         | Jan Ykema     | Paesi Bassi  | 36,76      |
| 3         | Akira Kuroiwa | Giappone     | 36,77      |

#### 1000 m
| Posizione | Atleta           | Nazione          | Tempo   |
| --------- | ---------------- | ---------------- | ------- |
| 1         | Nikolaj Guljaev  | Unione Sovietica | 1:13,03 |
| 2         | Uwe-Jens Mey     | Germania Est     | 1:13,11 |
| 3         | Ihar Žaljazoŭski | Unione Sovietica | 1:13,19 |

#### 1500 m
| Posizione | Atleta             | Nazione      | Tempo        |
| --------- | ------------------ | ------------ | ------------ |
| 1         | André Hoffmann     | Germania Est | 1:52,05 (RM) |
| 2         | Eric Flaim         | Stati Uniti  | 1:52,12      |
| 3         | Michael Hadschieff | Austria      | 1:52,31      |

#### 5000 m
| Posizione | Atleta          | Nazione     | Tempo   |
| --------- | --------------- | ----------- | ------- |
| 1         | Tomas Gustafson | Svezia      | 6:44,63 |
| 2         | Leo Visser      | Paesi Bassi | 6:44,98 |
| 3         | Gerard Kemkers  | Paesi Bassi | 6:45,92 |

#### 10000 m
| Posizione | Atleta             | Nazione     | Tempo         |
| --------- | ------------------ | ----------- | ------------- |
| 1         | Tomas Gustafson    | Svezia      | 13:48,20 (RM) |
| 2         | Michael Hadschieff | Austria     | 13:56,11      |
| 3         | Leo Visser         | Paesi Bassi | 14:00,55      |

### Gare femminili

#### 500 m
| Posizione | Atleta               | Nazione      | Tempo      |
| --------- | -------------------- | ------------ | ---------- |
| 1         | Bonnie Blair         | Stati Uniti  | 39,10 (RM) |
| 2         | Christa Rothenburger | Germania Est | 39,12      |
| 3         | Karin Enke           | Germania Est | 39,24      |

#### 1000 m
| Posizione | Atleta               | Nazione      | Tempo        |
| --------- | -------------------- | ------------ | ------------ |
| 1         | Christa Rothenburger | Germania Est | 1:17,65 (RM) |
| 2         | Karin Enke           | Germania Est | 1:17,70      |
| 3         | Bonnie Blair         | Stati Uniti  | 1:18,31      |

#### 1500 m
| Posizione | Atleta            | Nazione      | Tempo   |
| --------- | ----------------- | ------------ | ------- |
| 1         | Yvonne van Gennip | Paesi Bassi  | 2:00,68 |
| 2         | Karin Enke        | Germania Est | 2:00,82 |
| 3         | Andrea Ehrig      | Germania Est | 2:01,49 |

#### 3000 m
| Posizione | Atleta            | Nazione      | Tempo        |
| --------- | ----------------- | ------------ | ------------ |
| 1         | Yvonne van Gennip | Paesi Bassi  | 4:11,94 (WR) |
| 2         | Andrea Ehrig      | Germania Est | 4:12,09      |
| 3         | Gabi Zange        | Germania Est | 4:16,92      |

#### 5000 m
| Posizione | Atleta            | Nazione      | Tempo        |
| --------- | ----------------- | ------------ | ------------ |
| 1         | Yvonne van Gennip | Paesi Bassi  | 7:14,13 (RM) |
| 2         | Andrea Ehrig      | Germania Est | 7:17,12      |
| 3         | Gabi Zange        | Germania Est | 7:21,61      |

## Medagliere per nazioni
| Pos | Nazione          | Oro | Argento | Bronzo | Totale |
| --- | ---------------- | --- | ------- | ------ | ------ |
| 1   | Germania Est     | 3   | 6       | 4      | 13     |
| 2   | Paesi Bassi      | 3   | 2       | 2      | 7      |
| 3   | Svezia           | 2   | 0       | 0      | 2      |
| 4   | Stati Uniti      | 1   | 1       | 1      | 3      |
| 5   | Unione Sovietica | 1   | 0       | 1      | 2      |
| 6   | Austria          | 0   | 1       | 1      | 2      |
| 7   | Giappone         | 0   | 0       | 1      | 1      |